# Echeandia longipedicellata
Echeandia longipedicellata är en sparrisväxtart som beskrevs av Robert William Cruden. Echeandia longipedicellata ingår i släktet Echeandia och familjen sparrisväxter. Inga underarter finns listade i Catalogue of Life.